# José Carlos Fernández (Fußballspieler, 1971)
José Carlos Fernández (* 24. Januar 1971 in Santa Cruz de la Sierra) ist ein ehemaliger bolivianischer Fußballspieler. Der Torwart gewann sechs nationale Meistertitel und spielte 26-mal in der bolivianischen Nationalmannschaft.

## Karriere

### Verein
José Carlos Fernández erlernte das Fußballspielen in der Tahuichi Academy. 1992 ging der Torwart über ein Stipendium in die Vereinigten Staaten, wo er für die FIU Panthers der Florida International University spielte und gleichzeitig zum College ging. Nach seinem Schulabschluss fokussierte er sich auf die Fußballkarriere, die professionell beim bolivianischen Erstligaklub Oriente Petrolero begann. Mit Club Blooming gewann er 1998 und 1999 seine ersten nationalen Meisterschaften. Nach verschiedenen Auslandsstationen in Mexiko, Spanien und den Vereinigten Staaten kam Fernández zurück nach Bolivien. Mit Club Bolívar gewann er 2002 seine dritte bolivianische Meisterschaft. Im Jahr 2005 wechselte Fernández nach Kolumbien, erst zu Independiente Santa Fe, dann zu Deportivo Cali, mit denen er 2005 die Finalización, also die Meisterschaft in der zweiten Jahreshälfte gewann. Nach seiner Zeit in Kolumbien kamen noch Chile, wo er 2006 bei Universidad de Chile und 2007 Deportes Melipilla spielte, José Gálvez FBC in Peru und Deportivo Petare in Venezuela als Auslandserfahrungen hinzu. Meister wurde er noch zweimal in Bolivien, die Apertura 2009 mit Club Bolívar und die Clausura 2010 mit Oriente Petrolero. Sein erster Profiklub war auch gleichzeitig sein letzter Profiklub, denn 2010 beendete Fernández seine Spielerkarriere.
Nach seiner aktiven Karriere arbeitete Fernández 2011 bis 2012 als Direktor der Fußballabteilung von Club Bolívar, später wurde er Spielerberater.

### Nationalmannschaft
José Carlos Fernández wurde für die Copa América 1997 nominiert, kam allerdings nicht zum Einsatz. Bolivien kam bis ins Finale, wo das Team gegen Brasilien mit 1:3 verlor. Durch den zweiten Platz im Turnier qualifizierte sich Bolivien für den FIFA-Konföderationen-Pokal 1999, nachdem sich der Turniersieger über die Weltmeisterschaft qualifiziert hatte. Dort spielte Fernández in allen drei Gruppenspielen. Bolivien schied nach zwei Unentschieden und einer Niederlage als Gruppendritter aus dem Turnier aus. Fernández spielte zudem bei der Copa América 1999 und bei der Copa América 2004. In beiden Turnieren schied Bolivien als Gruppendritter aus.
Am 11. Mai 2005 erklärte Fernández aus persönlichen Gründen den Rücktritt aus dem Nationalteam. Insgesamt kommt Fernández damit auf 26 Einsätze im Nationaltrikot.

## Erfolge
Club Blooming
- Bolivianischer Meister: 1998, 1999

Club Bolívar
- Bolivianischer Meister: 2002, 2009-A

Deportivo Cali
- Kolumbianischer Meister: 2005-II

Oriente Petrolero
- Bolivianischer Meister: 2010-C

Nationalmannschaft
- Zweiter bei der Copa América 1997